# Góry Bzypijskie
Góry Bzypijskie (abchaski Агеишьха, Ageiścha; ros. Бзыбский хребет, Bzybskij chriebiet; Бзипский хребет, Bzipskij chriebiet; gruz. ბზიფის ქედი, Bzipis Kedi) – pasmo górskie w Abchazji, w południowej części Wielkiego Kaukazu. Rozciąga się na długości około 50 km. Największym jego szczytem jest Chimsa – 3033 m n.p.m. Góry zbudowane są głównie z wapieni. Występuje rozwinięty kras, liczne są również jaskinie. Zbocza pokryte są lasami liściastymi, wyżej – iglastymi, najwyższe partie zaś porastają łąki górskie.